# 마츠시마 쇼타
마츠시마 쇼타(일본어: 松島 庄汰, 1990년 12월 26일 ~)는 일본의 아뮤즈 소속의 배우이다.

## 약력
- 2007년 9월 아뮤즈 30주년 기념 오디션에 응모자 6만 5천 중 준 그랑프리를 수상하여 연예계에 데뷔. 오디션에 응모하게 된 계기는 고등학생 때 TV에서 동 오디션의 광고를 보고 흥미가 생겼기 때문이라고 한다.
- 2009년 대학에 진학하여 상경하였고, 햇수로 보아 2014년 현재 대학을 졸업했을 것으로 추정되지만 출신 대학도, 심지어 아직 재학 중인지 여부도 어느것 하나 확실하게 알려진 것은 없다. 수학을 좋아하지만 이과 계열이 아닌 경제학을 전공한다는 것 외에는 루머이다.

## 인물
- 고등학교 시절 교내 핸드볼부의 초대 교장을 맡았고 농구를 좋아한다고 한다.
- 수학을 본인도 가장 좋아하는 편이라고 한다. 전체적으로 공부를 잘한다는 이미지가 있는지, 실제 그런지 확인된 바는 없으나 팬들에게 공부 방법을 알려달라는 질문을 자주 받게 된다. 특히 영어.
- 증증의 카페오레 덕후이며 로미오라는 이름의 개를 키우고 있다.
- 친분이 있는 연예인은 같은 소속사의 카미키 류노스케, 미즈타 코우키, 와타나베 슈 등이 있다. 동향 출신인 마츠다 료와도 친분이 있다.

## 출연작
- 2014년 가면라이더 드라이브 - 브렌 역
- 2023년 나의 행복한 결혼 - 미야타 켄스케 역